# Shehu Idris
Shehu Idris est le 18e émir de Zazzau, un état traditionnel nigérian dont le siège est à Zaria. Il a également été président du Conseil de l'émirat de Zazzau et du Conseil des chefs de l'État de Kaduna. Après 45 ans de règne, il décède le 20 septembre 2020 à l'âge de 84 ans. Alhaji Ahmed Nuhu Bamalli lui a succédé en tant que 19e émir de Zazzau.

## Biographie
Shehu Idris est né le 20 février 1936 de Maiunguwa Idrisu Auta, chef de quartier de Unguwar Iya, un quartier situé entre Unguwar Durumi et Kuyanbana dans l'émirat de Zazzau et de Hajiya Aminatu.
Il commence son cursus scolaire en suivant des cours islamiques à Zaria, puis il poursuit ses études formelles à l'école élémentaire de Zaria de 1947 à 1950. Au cours de cette période, il perd son père à l'âge de 12 ans. Ce dernier du nom de Maiunguwa Idris est surnommé Auta parce qu'il est le dernier né de l'émir de Zazzau Muhammadu Sambo qui a régné de 1879 à 1888 environ.
L'Émir Muhammadu Sambo est le deuxième enfant de l'émir de Zazzau Abdulkarimi dont le règne s'étend de 1834 à 1846 environ. Son père est un chef de quartier alors que son grand-père et son arrière-grand-père étaient émirs de l'émirat de Zazzau. Il continue à la fois ses études coraniques et formelles et s'est inscrit à l'école intermédiaire de Zaria en 1950, où il a terminé ses études en 1955.

## Carrière
Avant de devenir l'Emir de Zazzau, Shehu Idris commence sons parcours professionnel dans l'enseignement à partir de 1958 dans une école de Hunkuyi, puis a enseigné dans quelques autres écoles de Zaria. Dans les années 1960, il est le secrétaire particulier de feu l'émir de Zazzau Muhammadu Aminu, et il est également nommé secrétaire du conseil de l'autorité indigène de Zaria en 1965. En 1973, il reçoit le titre de Dan Madamin Zaria et est nommé chef de district de Zaria.
Il est également président du conseil de l'émirat de Zazzau et du conseil des chefs de l'État de Kaduna. Membre du peuple Fula, il est monté sur le trône le 8 février 1975 après le décès d'Alhaji Muhammadu Aminu, son prédécesseur, Idris a été le monarque ayant régné le plus longtemps dans l'histoire de l'émirat de Zazzau.
Shehu Idris succède à l'émir Aminu après sa mort en 1975. Le 10 janvier 2015 et le 8 février 2020, il célèbre respectivement le 40e et 45e anniversaire de son couronnement.

## Décès
Shehu Idris décède vers 11h00 GMT+1 le 20 septembre 2020, à l'hôpital de référence 44 de l'armée nigériane à Kaduna,.